# Honegem

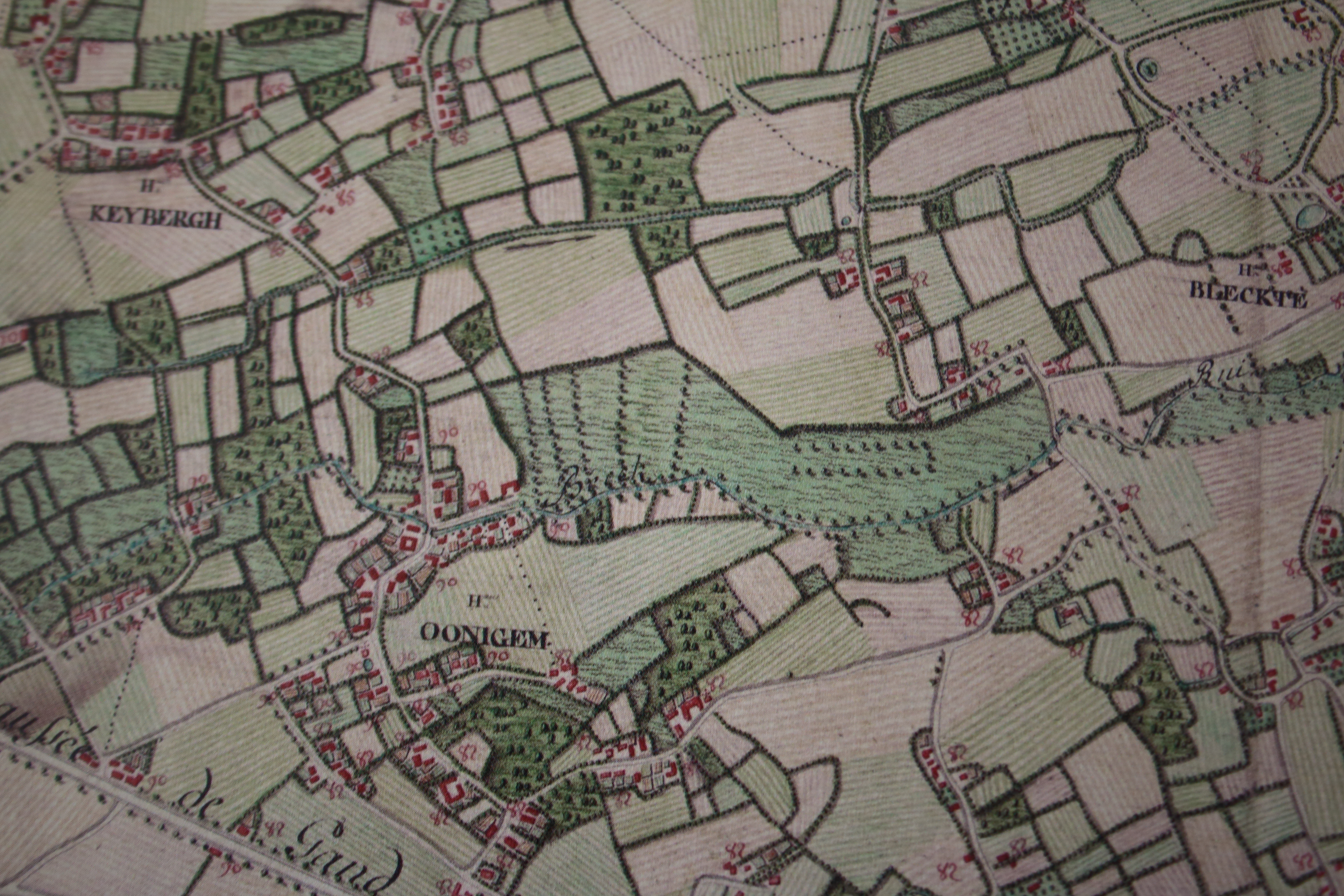
Honegem op de Ferrariskaart

Honegem is een natuurgebied op de grens tussen Aalst, Erpe-Mere en Lede. Het bestaat uit een traditioneel meersenlandschap van natte valleigronden, graslanden, turfputten, een moeras, hagen, bomenrijen en bos (Solegembos). De 'Dorenbeekvallei bij Honegem, Solegem, Sint-Apollonia' wordt Europees beschermd als onderdeel van Natura 2000-gebied 'Bossen van het zuidoosten van de Zandleemstreek' (habitatrichtlijngebied BE2300044). Sinds 1992 is het gebied van 100 hectare (Honegem-Solegem-Sint-Appolonia) beschermd als landschap. 45 hectare wordt beheerd door Natuurpunt en is erkend als natuurreservaat. De meanderende Molenbeek loopt door het natuurgebied en overstroomt regelmatig. In de graslanden van Honegem bloeit pinksterbloem, dotterbloem, ratelaar, koekoeksbloem. Er leeft onder andere ijsvogel, grote gele kwikstaart, bever en verschillende salamander- (kamsalamander) en amfibieënsoorten. Door het natuurgebied loopt het wandelnetwerk Dendervallei Noord.